# 6080 Lugmair
6080 Lugmair è un asteroide della fascia principale. Scoperto nel 1981, presenta un'orbita caratterizzata da un semiasse maggiore pari a 3,1867566 UA e da un'eccentricità di 0,0891618, inclinata di 5,23483° rispetto all'eclittica.